# La Haye-d'Ectot
La Haye-d'Ectot är en kommun i departementet Manche i regionen Normandie i norra Frankrike. Kommunen ligger i kantonen Barneville-Carteret som tillhör arrondissementet Cherbourg. År 2022 hade La Haye-d'Ectot 285 invånare.

## Befolkningsutveckling
Antalet invånare i kommunen La Haye-d'Ectot
| Referens: INSEE |